# Rana multidenticulata
Rana multidenticulata är en groddjursart som beskrevs av Chou och Lin 1997. Rana multidenticulata ingår i släktet Rana och familjen egentliga grodor. IUCN kategoriserar arten globalt som livskraftig. Inga underarter finns listade i Catalogue of Life.